# Riga distrikt
Rigas distrikt (lettiska: Rīgas rajons) var till 2009 ett administrativt distrikt i Lettland, beläget i den centrala delen av landet och söder om Rigabukten. Den största staden i distriktet är huvudstaden Riga med 643 368 invånare, följt av Jūrmala med 56 060 invånare. Distriktet angränsar med distrikten, räknat från väst till öst, Tukums, Jelgava, Bauska, Ogre, Cēsis och Limbaži. Distriktet har varit bebott sedan 800-talet.
Tre floder flyter genom distriktet, Daugava, Lielupe och Gauja.